# Heliophila brassicaefolia
Heliophila brassicaefolia är en korsblommig växtart som beskrevs av Christian Friedrich Frederik Ecklon och Carl Ludwig Philipp Zeyher. Heliophila brassicaefolia ingår i släktet solvänner, och familjen korsblommiga växter. Inga underarter finns listade i Catalogue of Life.